# Schronisko w Czarnej Skałce
Schronisko w Czarnej Skałce – jaskinia typu schronisko w orograficznie lewych zboczach Doliny Kluczwody w granicach wsi Wierzchowie, w gminie Wielka Wieś w powiecie krakowskim, w województwie małopolskim. Pod względem geograficznym jest to obszar Wyżyny Olkuskiej wchodzący w skład Wyżyny Krakowsko-Częstochowskiej.

## Opis obiektu
Obiekt znajduje się w skale poniżej Mamutowej Skały, zaraz przy ścieżce wydeptanej przez uprawiających wspinaczkę skalną w Jaskini Mamutowej. Na Geoportalu skała ta ma nazwę Poprzeczny Komin, w przewodniku wspinaczkowym Czarna Skałka, a na portalu wspinaczkowym Czarna Skała.
Schronisko znajduje się na zachodniej ścianie Czarnej Skałki, na wysokości kilku metrów nad ziemią. Jest to rura skalna o zagruzowanym końcu, w końcowej części przechodząca w mały kominek.
Schronisko jest pochodzenia krasowego. Powstało w późnojurajskich wapieniach skalistych wskutek przepływu wód podziemnych. Brak nacieków. Namulisko jaskiniowe w pobliżu otworu składa się próchnicy zmieszanej z glebą, w głębi jest kamieniste. Początkowa część jest widna, głębsze partie są ciemne. Schronisko nie ma własnego mikroklimatu. Roślin brak, zwierząt nie zaobserwowano.
Otwór schroniska jest dobrze widoczny, ale po raz pierwszy schronisko opisał N. Sznobert w 2018 r.

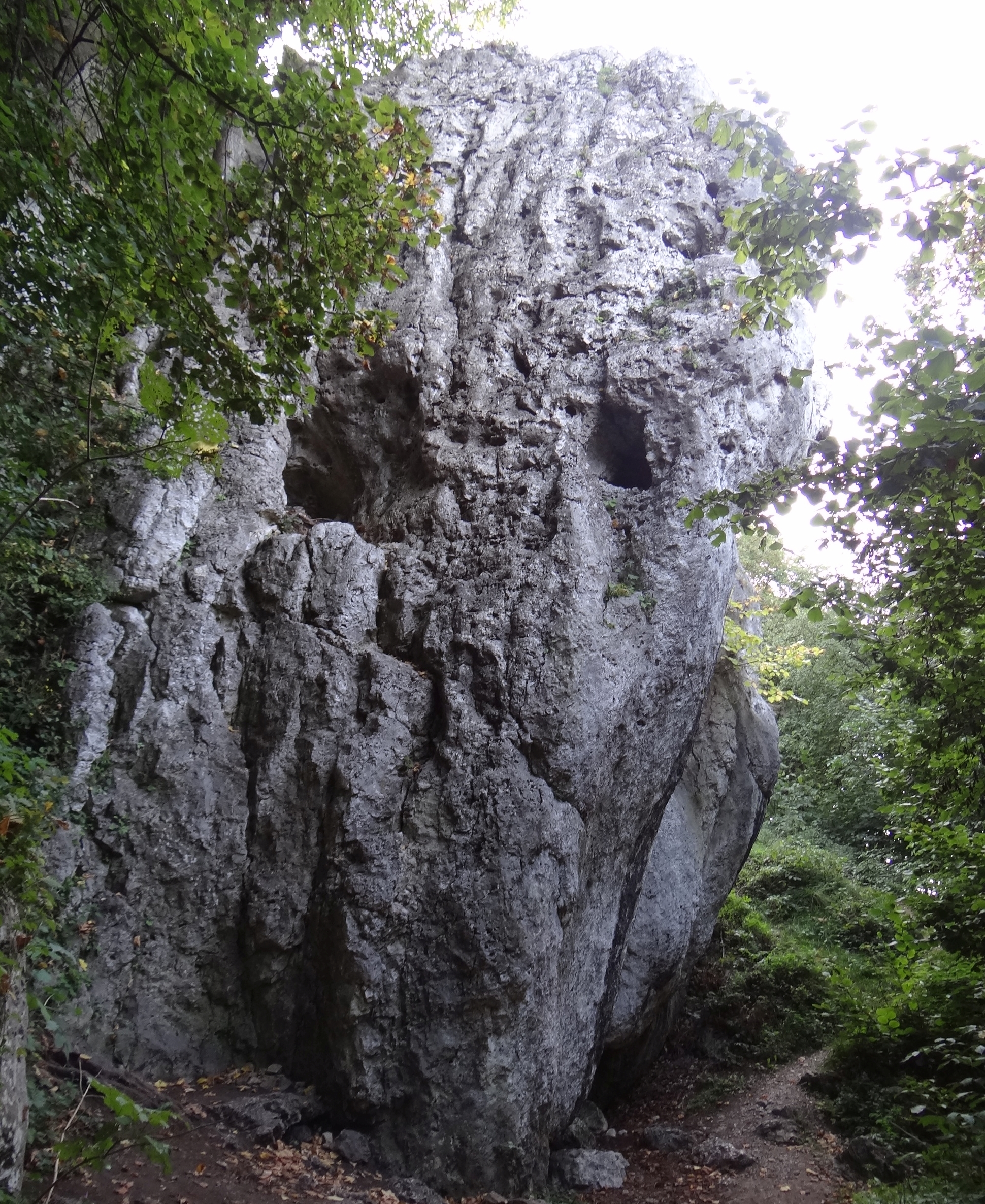
Otwór schroniska po lewej stronie